# Wolfgang Langhoff
Wolfgang Langhoff (6 de octubre de 1901-25 de agosto de 1966) fue un actor y director teatral, cinematográfico y televisivo de nacionalidad alemana.

## Primeros años
Nacido en Berlín, Alemania, a partir de 1923 Langhoff trabajó en el Teatro Thalia de Hamburgo y en Wiesbaden. En 1926 se casó con la actriz Renata Edwina Malacrida, con la que tuvo dos hijos, Thomas (nacido en 1938) y Matthias (1942), ambos dedicados también al mundo del teatro. 
Entre 1928 y 1932 actuó en el Schauspielhaus de Düsseldorf y, en 1932–33, en el Gran Teatro de la misma ciudad. Langhoff en esa época formaba parte del Partido Comunista de Alemania y era director artístico de un grupo teatral agitprop fundado en 1930, y que hacía representaciones en eventos sindicales. Uno de sus miembros era el bailarín Hilarius Gilges.
Langhoff fue arrestado por la Gestapo en febrero de 1933, quedando detenido inicialmente en la cárcel de Düsseldorf, en donde fue sometido a tortura por el Sturmabteilung. Pocos días más tarde fue transferido a la prisión "Ulmer Höhe", y en julio de 1933 al campo de concentración Börgermoor, en el distrito de Emsland. Allí revisó una canción lírica escrita por Johann Esser, creando la que más tarde fue la famosa canción protesta "Moorsoldaten". La melodía había sido compuesta por otro prisionero, Rudi Goguel. Tras haber sido trasladado al campo de concentración Lichtenburg, Langhoff fue soltado como parte de la amnistía de Pascua de 1934. En total, Langhoff pasó 13 meses en prisiones y campos de concentración.
Tres meses más tarde, en junio de ese año, huyó a Suiza, justo antes del cierre de la frontera. En el Schauspielhaus Zurich encontró refugio y trabajo como director y actor. En 1935 publicó unas memorias autobiográficas. Traducidas al inglés por Lilo Linke con el título de The Peat Bog Soldiers: 13 months in concentration camps, Langhoff pasó a ser uno de los primeros testigos internacionalmente reconocidos de la brutalidad de los campos de concentración Nazis. Langhoff fue miembro fundador del Movimiento Alemania Libre en Suiza.

## Carrera de actor
Langhoff encarnó a Eilif en la primera producción de la obra de Bertolt Brecht Madre Coraje y sus hijos, la cual fue estrenada en el Schauspielhaus Zürich el 19 de abril de 1941. También actuó en la primera producción de otra pieza de Brecht, La vida de Galileo, asimismo estrenada en el Schauspielhaus Zürich, el 9 de septiembre de 1943.
Langhoff fue Ernst Mehlin en el film de Konrad Wolf Genesung (1956), von Geir en el de Nikola Korabov Tyutyun (1962), y el Profesor Holt en el título de Joachim Kunert Die Abenteuer des Werner Holt (1965). También trabajó en la película de Kurt Maetzig y Günter Reisch Das Lied der Matrosen (1958). Entre sus actuaciones televisivas figura su participación en la miniserie de Hans-Joachim Kasprzik Wolf unter Wölfen (1964).

## Carrera de director

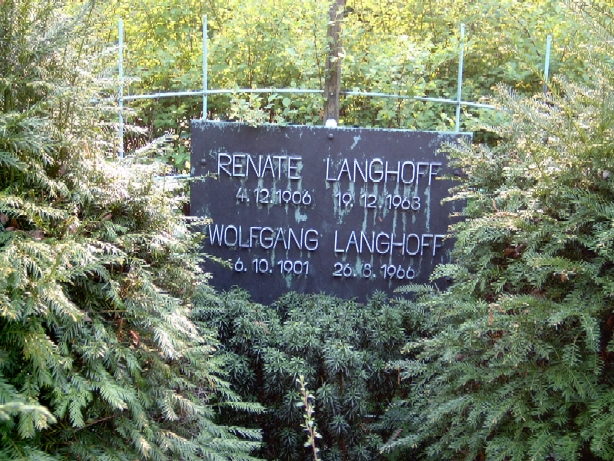
Tumba de Renate y Wolfgang Langhoff en el cementerio Dorotheenstädtischen de Berlín

La fama de Langhoff como director se debe a la fuerza de sus representaciones de textos clásicos en el Deutsches Theater de Berlín, un teatro que dirigió desde 1946 a 1963. Entre sus más destacadas producciones se incluyen: Fausto, de Johann Wolfgang von Goethe (1949 y 1954, representaciones en las que él también interpretaba a Mefistófeles); Egmont (1951), de Goethe; Don Carlos (1952), de Friedrich Schiller; El rey Lear (1957), de William Shakespeare; y Minna von Barnhelm (1960), de Gotthold Ephraim Lessing.
Wolfgang Langhoff falleció en Berlín, Alemania, en 1966. 

## Filmografía
- 1955: Genesung
- 1958: Das Lied der Matrosen
- 1958: Die kleinen Füchse (TV)
- 1962: Tabak
- 1962: Vor Sonnenuntergang (TV)
- 1965: Die Abenteuer des Werner Holt
- 1965: Wolf unter Wölfen (TV-Mehrteiler)
- 1965: Die Insel (TV-Serie)

## Documental
- Ullrich H. Kasten: Hoffnung – ein deutscher Winterstern: Die Langhoffs. Cinetec Film GmbH und Rundfunk Berlin-Brandenburg rbb, 2004.